# 14346 Zhilyaev
14346 Zhilyaev eller 1985 QG5 är en asteroid i huvudbältet som upptäcktes den 23 augusti 1985 av den rysk-sovjetiske astronomen Nikolaj Tjernych vid Krims astrofysiska observatorium på Krim. Den har fått sitt namn efter Boris Efimovich Zhilyaev.
Asteroiden har en diameter på ungefär 12 kilometer.